# Níkosz Dambízasz
Nikólaosz „Níkosz” Dambízasz (görögül: Νικόλαος „Νίκος” Νταμπίζας) (Ptolemaida, 1973. augusztus 3. –) görög válogatott labdarúgó.

## Pályafutása
Pályafutása során a következő csapatokban szerepelt: Pontioi Vériasz (1991–1994), Olimbiakósz (1994–1998), Newcastle United (1998–2004), Leicester City (2004–2005), Láriszasz (2005–2011).
2011-ben jelentette be visszavonulását.

## Válogatott
A görög válogatottban 1994 és 2004 között összesen 70 mérkőzésen lépett pályára.
Tagja volt a 2004-ben Európa-bajnokságot nyerő görög válogatott keretének.

## Sikerei, díjai
Olimbiakósz
- Görög bajnok (2): 1996/97, 1997/98

Láriszasz
- Görög kupagyőztes (1): 2007

Görögország
- Európa-bajnok (1): 2004